# Suhoj Su-24
Suhoj Su-24 (NATO naziv: Fencer) je najnapredniji lovac-bombarder razvijen u bivšem Sovjetskom Savezu te se još uvijek koristi u zemljama nastalih raspadom SSSR-a i u inozemstvu.

## Razvoj
Sredinom 60-ih u Sovjetskom zrakoplovstvu se javila potreba za dalekometnim bombarderom jer se Jakovljevov Jak-28 pokazao lošim u ulozi jurišnika jer je imao mali djelokrug i ograničenu nosivost. U međuvremenu se u SAD-u razvijao F-111 s promjenjivom geometrijom krila, a SSSR-u je trebao sličan zrakoplov s velikim djelokrugom te da je sposoban se probiti kroz neprijateljsku obranu u niskom letu kako bi izbjegao radare. Zahtjev za novim jurišnikom je dan Mikojanu i Suhoju. Novi zrakoplov je trebao imati snažnu strukturu kako bi izdržao visokobrzinske letove na malim visinama, napredne motore koji ne bi trošili puno goriva te naprednu navigaciju i sustav upravljanja.
Mikojan je razvio prototip koji će kasnije postati MiG-27 na osnovu MiG-23, a Suhoj je predložio Su-17. Oba predložena zrakoplova se nisu mogli nositi s američkim F-111 jer su bili manji s manjom nosivosti, no osim Su-17 Suhoj je u međuvremenu razvijao potpuno novi zrakoplov koji je bio dosta sličan američkom F-111. Nakon nekoliko manjih izmjena Suhoj je krenuo u izradu nekoliko prototipova novog teškog jurišnika pod unutarnjom oznakom T6.

### Prototipovi
Prvi prototip, T6-1 je bio dosta pod utjecajem Suhoja Su-15 tj. njegove inačice T-58VD koja je bila dizajnirana za kratka uzlijetanja uz pomoć okomito postavljenih motora. Kako je T6-1 napredovao sve je više nalikovao Suhoju Su-15. Imao je delta krila, strelaste repne površine, trup s dva motora te "D" usisnike koji su mogli ograničavati količinu ulaznog zraka. Glavni pogonski motori su bila dva Tumanskiy R-27F2-300 turbomlazna motora s naknadnim sagorijevanjem, te četiri manja Kolesov RD-36-35 koji su bili okomito smješteni iza kokpita kako bi stvarali uzgon za kratka uzlijetanja, a bili su skriveni unutar trupa osim tijekom polijetanja i slijetanja. 
Probni let T6-1 je bio 2. srpnja 1967. no uskoro je došlo do promjena u dizajnu te su uklonjeni okomiti potisni motori jer su bili nepotrebni, a jer se tražila još veća nosivost trebalo je izmijeniti i nepraktično delta krilo koje je bilo neprikladno za letove na niskom visinama. Kasnije je razvijen drugi prototip T6-2I koji je poletio 17. siječnja 1970. Bio je dosta drugačiji u odnosu na prvi prototip. Pokretala su ga dva Lyulka AL-21F motora a najveći novitet su bila krila s promjenjivom geometrijom krila. 
Budući da je T6-2I obećavao, izrađeno su još četiri prototipa, od kojih je jedan (T6-3I) izgubljen u nesreći 1973. Program testiranja je trajao do 1976., no već 1971. je naručena proizvodnja zrakoplova pod oznakom Su-24 te su u prosincu 1971. proizvedene prve jedinice. Prvi zrakoplovi su zapravo korišteni za testiranja, a prvi ulazak u službu je bio 1975.

## Dizajn i inačice
Su-24 je izgrađen uglavnom od aluminija, s tim da je struktura zrakoplova podijeljena u tri dijela (prednji, srednji i stražnji). Ima visoko postavljena krila s promjenjivom geometrijom, a repne površine su strijelaste i potpuno pokretne. Pilot i kopilot sjede jedan do drugoga u klimatiziranom kokpitu. Kontrole su hidrauličke, a struja za složenu avioniku se dobiva iz dva generatora u stražnjem dijelu i pokreće ih motor. Zrakoplov pokreću dva Lyulka AL-21F-3 turbomlazna motora od 75,5 kN potiska te s naknadnim sagorijevanjem 110 kN potiska. Zrak primaju kroz dva usisnika na bokovima (tkz. "D" tip) te su fiksirani što ih ograničava na maksimalnu brzinu od 1,4 macha, no tako su dosta efektivniji i lakši nego pomični. Svi dijelovi podvozja su imali dvostruke kotače, dok se nosni dio uvlačio prema nazad, a stražnji prema trupu. Podvozjem upravlja hidraulički sustav te pomoćni u slučaju kvara. Unutarnje naoružanje je činio jedan šestocijevni gatling GSh-6-23 23 mm top koji je bio smješten u desnom dijelu trupa.

### Su-24M
Iako je trup Su-24 izrađen dosta robustan te je zrakoplov bio općenito dosta pouzdan, bio je i dosta kompliciran a rani instrumenti u kokpitu su bili dosta loše izrađeni. Broj sati za održavanje Suhoja Su-24 i njegove pripreme za sljedeću misiju je bio znatno duži nego kao kod drugih zrakoplova. 1975. počela je izrada nove inačice koja je u proizvodnju ušla 1978. pod oznakom Su-24M pritom dobivši NATO oznaku "Fencer-D". Nova inačica je imala trup produžen za 76 centimetara, poboljšanu elektroniku s PNS-24M Tiger navigacijsko-napadačkim sustavom, pojačani sustav protumjera i uvlačeću sondu za nadolijevanje goriva u letu.
 Iako Su-24 nije bio planiran za izvoz, kasnije tijekom 1980-ih razvijena je inačica Su-24MK koja je bila namijenjena stranom tržištu. Ta inačica je bila gotovo identična Su-24M samo što je imala lošiju elektroniku. 
Sredinom 1970-ih, jedna od glavnih izvidničkih komponenti sovjetskog zrakoplovstva je bio zastrajeli Iljušin Il-28R i MiG-21R koje je imao premali djelokrug. 1975. Suhoj je dobio zadatak razvoja najmodernije izvidničke platforme, no tada je prioritet bio razvoj M inačice tako da je izrada izvidnika otpočela tek 1978. Dva Su-24 su modificirana u prototipe oznake Su-24MR s prvim letovima u rujnu 1980. Su-24MR je dobio NATO oznaku "Fencer-E". Ugrađeni top je uklonjen a zadržana su samo dva nosača naoružanja ispod trupa. 
Radovi na inačici za elektornsko ratovanje su tekli paraleleno s razvojem Su-24MR. Prvi Su-24MP je poletio u prosincu 1979. te je dobio NATO oznaku "Fencer-F". Ukupno je napravljeno samo oko 20 zrakoplova ove inačice. Ima ugrađeni top te može nositi i rakete zrak-zrak za samoobranu.

## Povijest korištenja
Do sredine 80-ih Su-24 je postao glavni teški jurišnik Varšavskog pakta, te je bio u stalnoj pripremi da krene na jurišne zadatke protiv Zapada. U kasnim osamdesetima, 87 sovjetskih zrakoplova je prebačeno u službu mornarici kako bi izvodili potencijalne napade na Baltiku.

### Rat u Afganistanu
Su-24 je sudjelovao i u ratu u Afganistanu izvodeći precizne strateške napade iz Sovjetskih baza u Uzbekistanu i Kazahstanu pri čemu je najčešće nosio četiri 500 kg ili dvanaest 250 kg bombi. Prva serija napada Suhojem Su-24 u Afganistanu se pokazala beskorisnom jer je bilo teško pronaći neprijatelja a kamo li ga uništiti. Su-24 se ponovno počeo koristiti tek 1988. kada je SSSR počeo s povlačenjem iz Afganistana, a korišten je kako bi omeo planove mudžahedina da napadaju Sovjetske postrojbe prilikom povlačenja. Tijekom sukoba, nijedan Su-24 nije izgubljen zbog neprijateljske vatre, no jedan je bio uništen u nesreći prilikom slijetanja.

### Post-Sovjetsko razdoblje
I nakon raspada SSSR-a Su-24 ostaje važna komponenta Ruskog zrakoplovstva kao i u drugim republikama koje su nastale raspadom SSSR-a. Planira se da će ga uskoro zamijeniti Su-34, poboljšana inačica Su-27 Flankera dizajnirana za jurišne zadatke, no kako je projekt zapao u financijsku krizu, predviđa se da će Su-24 još neko vrijeme ostati u punoj aktivnoj službi. Godine 2000. Suhoj je izveo moderinizaciju Ruskih zrakoplova koja je uključivala noviju avioniku, nove zaslone u kokpitu, sustav satelitske navigacije te cijeli program održavanja (SLEP) kako bi zrakoplov ostao u letnom stanju još 30 godina.

## Inačice
- Su-24  (Fencer A) - Prve proizvedene jurišne inačice.
- Su-24  (Fencer B) - Su-24 od proizvodnog bloka 15
- Su-24  (Fencer C) - Su-24 od proizvodnog bloka 24.
- Su-24M  (Fencer D) - Poboljšana jurišna inačica.
- Su-24MK  (Fencer D) - Izvozni Su-24M.
- Su-24MR  (Fencer E) - Izvidnička inačica Su-24M.
- Su-24MP (Fencer F) - Su-24M inačica za elektroničko ratovanje.

## Korisnici
- Afganistan
- Alžir
- Angola
- Azerbajdžan
- Bjelorusija
- Iran
- Irak
- Kazahstan
- Libija
- Rusija
- SSSR
- Sirija
- Ukrajina
- Uzbekistan

## Tehničke karakteristike
Osnovne karakteristike
- posada: 2
- dužina: 22,53 m
- raspon krila: 

  - raširena: 17,64 m
  - strijela: 10,37 m
- površina krila: 55,2 m2
- visina: 6,19 m

Letne karakteristike
- najveća brzina: 1.315 km/h
- dolet: 2.775 km
  - borbeni dolet: 615 km
- brzina penjanja: 150 m/s
- najveća visina leta: 11.000 m
- specifično opterećenje krila: 651 kg/m2
- motor: 2× Saturn/Lyulka AL-21F-3A

Naoružanje
- naoružanje:
- 1 x 23mm GSh-6-23 top
- Do 8.000 kilograma naoružanja na 8 spojišta
- 2 x R-60 raketa zrak-zrak ili R-73 kod moderiniziranih inačica
- Različite bombe i nevođene rakete